# Megacyllene decora
Megacyllene decora es una especie de escarabajo longicornio del género Megacyllene, tribu Clytini, subfamilia Cerambycinae. Fue descrita científicamente por Olivier en 1800.

## Descripción
Mide 12-23 milímetros de longitud.

## Distribución
Se distribuye por Canadá y Estados Unidos.